# Novelle (proza)
Een novelle is een prozaverhaal van beperkte omvang. Het woord novelle is afgeleid van het Latijnse novus (nieuw) en het Italiaanse novella (nieuwtje). 

## Oorsprong
De term novellas werd voor het eerst gebruikt in de veertiende eeuw om de prozaverhalen aan te duiden in de Decamerone (ca. 1350) van Giovanni Boccaccio. Dit betreft een collectie van anekdotische korte verhalen die in een raamvertelling met elkaar in verbinding staan. Boccaccio's tijdgenoot Geoffrey Chaucer zou even later deze formule overnemen in zijn Canterbury Tales (ca. 1387).
Een voorbeeld uit de zeventiende eeuw zijn de Novelas ejemplares van Miguel de Cervantes.

## Moderne betekenis
Tegenwoordig bedoelt men met novelle een prozaverhaal dat wat de omvang betreft tussen de roman en het kort verhaal geplaatst wordt. De lengte bedraagt normaliter tussen de 50 en 100 pagina's, maar hierover bestaat geen consensus. Een novelle bezit een eenvoudige structuur en een klein aantal personages. Meestal omvat een novelle een bijzondere gebeurtenis en toont ze de hoofdpersonages op een beslissend moment in hun leven. 
Voorbeelden van novellen zijn De Kreutzersonate van Lev Tolstoj (1889), Die Verwandlung (De gedaanteverwisseling) van Franz Kafka (1915) en The Old Man and the Sea (De oude man en de zee) van Ernest Hemingway (1951). Een modern voorbeeld uit het Nederlandse taalgebied is De grote wereld van Arthur Japin (het boekenweekgeschenk van 2006).

## Verschil novelle en roman
Fernand Lodewick onderscheidt in zijn lesboek vier verschillen tussen novelle en roman, die alle terug te voeren zijn op het verschil in omvang:
- De novelle toont de hoofdpersoon direct op een beslissend moment van zijn of haar leven, de roman beschrijft ook de ontwikkeling naar de crisis.
- De novelle kent een enkelvoudige intrige, waar de roman meerdere conflicten beschrijft, ook die tussen minder belangrijke personages.
- De novelle kent geen ontwikkeling van karakters, de roman wel: soms is die ontwikkeling zelfs het thema van de roman.
- De novelle kent doorgaans minder personages dan de roman.

## Bron
- Lodewick, H.J.M.F. (1977). Literaire kunst. Vierenveertigste druk. Den Bosch: Malmberg.